# Филатченков, Иван Васильевич
Иван Васильевич Филатченков — советский хозяйственный, государственный и политический деятель.

## Биография
Родился в 11 ноября1927 году. Член КПСС с 1959 года.
Образование высшее (окончил Московский электромеханический институт инженеров железнодорожного транспорта и Высшую партийную школу при ЦК КПСС).
С 1943 года — на хозяйственной, общественной и политической работе.
- В 1943—1947 гг. — осмотрщик вагонов, вагонный мастер станции Спас-Деменск Калужской области .[1]
- В 1948—1954 гг. — старший осмотрщик вагонов, техник вагонного участка станции Бахмач Черниговской области.[1]
- В 1954—1959 гг. — мастер Минского вагоноремонтного завода имени Мясникова, мастер, старший мастер Минского тракторного завода.[1]
- В 1959—1966 гг. — заместитель секретаря парткома, секретарь парткома Минского тракторного завода.[1]
- В 1966—1969 гг. — первый секретарь Заводского райкома Компартии Беларуси г. Минска.[1][2]
- В 1974—1976 гг. — заместитель заведующего отделом транспорта и связи ЦК Компартии Беларуси.[1]

C 1976 гг. — заведующий отделом транспорта и связи ЦК Компартии Беларуси.
Избирался депутатом Верховного Совета Белорусской ССР 10-го и 11-го созывов. Делегат XXVII съезда КПСС.
Жил в Беларуси.